# Circunscrições eclesiásticas católicas da Austrália

Mapa das Dioceses Católicas da Austrália, colorido por província eclesiástica e arquidiocese. Os nomes das dioceses são os nomes ingleses nativos.

Atualmente existem 33 dioceses católicas na Austrália, composta por 5 arquidioceses metropolitanas, 22 dioceses sufraganas e 7 jurisdições sui iuris, incluindo três dioceses do rito oriental, um ordinariato militar e um ordinariato pessoal. 

## Província eclesiástica de Adelaide
- Arquidiocese de Adelaide
- Diocese de Darwin
- Diocese de Port Pirie

## Província Eclesiástica de Brisbane
- Arquidiocese de Brisbane
- Diocese de Cairns
- Diocese de Rockhampton
- Diocese de Toowoomba
- Diocese de Townsville

## Província Eclesiástica de Melbourne
- Arquidiocese de Melbourne
- Diocese de Ballarat
- Eparquia dos Santos Pedro e Paulo
- Eparquia de Santo Tomás, o Apóstolo
- Diocese de Venda
- Diocese de Sandhurst

## Província Eclesiástica de Perth
- Arquidiocese de Perth
- Diocese de Broome
- Diocese de Bunbury
- Diocese de Geraldton

## Província eclesiástica de Sydney
- Arquidiocese de Sydney
- Diocese de Armidale
- Diocese de Bathurst
- Diocese de Broken Bay
- Diocese de Lismore
- Diocese de Maitland-Newcastle
- Diocese de Parramatta
- Diocese de Wagga Wagga
- Diocese de Wilcannia-Forbes
- Diocese de Wollongong

## Jurisdições Sui iuris
- Arquidiocese de Camberra e Goulburn
- Arquidiocese de Hobart
- Diocese de Saint Maron de Sydney
- Diocese de São Miguel de Sydney
- Diocese de Santo Tomás
- Ordinariato Militar da Austrália
- Ordinariato Pessoal de Nossa Senhora da Cruz do Sul